# Adams Center
Adams Center är en census-designated place i Jefferson County i delstaten New York. Vid 2010 års folkräkning hade Adams Center 1 568 invånare.

## Kända personer från Adams Center
- Melvil Dewey, bibliotekarie